# Adelssitz Kriestorf
Der abgegangene  Adelssitz Kriestorf  lag in Kriestorf, einem Gemeindeteil der niederbayerischen Gemeinde Aldersbach im Landkreis Passau. Die Anlage wird als Bodendenkmal unter der Aktennummer D-2-7344-0325 als „untertägige mittelalterliche und frühneuzeitliche Befunde und Funde im Bereich des mittelalterlichen Adelssitzes von Kriestorf“ geführt.

## Beschreibung
Der Adelssitz Kriestorf lag unmittelbar nördlich der Vils und 120 m östlich der Ortskirche St. Othmar von Kriestorf. Der sogenannte Goderhof in Kriestorf gehörte vermutlich zu dem Sitz, das heutige Bauwerk stammt allerdings aus dem frühen 19. Jahrhundert.

## Geschichte
Um 1140 wird mehrmals ein Eckehart de Chriestorf als Zeuge erwähnt, weitere Angehörige dieses Ortsadelsgeschlechts werden bis zum Ende des 12. Jahrhunderts genannt. Um 1200 ist das Gebiet in der Hand von Rapoto II. von Ortenburg. Nach dem Salbuch von 1395 der ehemals Halser und dann leuchtenberigischen Herrschaft Haidenburg wird „Khriegsdorf“ unter dem „amt in dem Sutzbach“ genannt.
1558 wird Kriestorf als Edelmannsitz mit Edelsmannfreit auf den zugehörigen Gütern angeführt. Besitzer waren die Grafen Goder von Walchsing und Kriestorf. Das übrige Niedergericht übten die Closen von Haidenburg aus. Der Sitz verblieb bei den Grafen Goder bis zu ihrem Aussterben 1789. Dann fiel das Lehen an den Kurfürsten heim und an Karl Theodor. Dieser verlieh den Sitz zusammen mit den Sitzen Schönerting und Walchsing, welche auch schon die Goder innehatten, an Reichsgräfin Elisabeth von Brettschard. 1790 kaufte das Kloster Aldersbach den Sitz und behielt ihn bis zur Klosteraufhebung 1803 durch die Säkularisation. 1813 bzw. 1821 zählte Kriestorf zur Gemeinde Walchsing im Landgericht Vilshofen.